# NHL Winter Classic
NHL Winter Classic je događaj, odnosno utakmica u National Hockey League (NHL) koja se jednom godišnje, na Novu godinu, održava na otvorenom. 

## Povijest
Prvi je odigran na Ralph Wilson Stadiumu u New Yorku, pred rekordnih za NHL 71.217 gledatelja, Sastali su se Buffalo Sabresi i Pittsburgh Penguinsi. Bila je to vrlo uzbudljiva utakmica po snijegu i vjetru, a na kraju su odlučivali kazneni udarci. Pobjedu Penguinsima od 2:1 donio je njihov kapetan Sidney Crosby i tako je Pittsburgh slavio u prvom Winter Classicu koji je odigran.
Godinu dana kasnije spektakularnu utakmicu na Wrigley Fieldu u Chicagu, odigrali su Chicago Blackhawksi i Detroit Red Wingsi. Nešto više od 40 tisuća gledatelja uživalo je u odličnom hokeju, a tada aktualni prvaci iz Detroita slavili su s 6:4. Bio je to puni pogodak, pravi užitak za igrače i publiku i taj uspjeh je označio da će utakmice na otvorenom za novu godinu postati tradicija.
Također, godinu dana kasnije na legendarnom stadionu Boston Red Soxa, Fenway Parku, snage su odmjerili Boston Bruinsi i Philadelphia Flyersi. Utakmicu je pratilo 38 tisuća ljudi, a slavlje su im Bruinsi priredili u produžetku. Za pobjedu je zabio Marco Sturm i zaslužio ovacije stadiona. Svi komentari sudionika otvorenih utakmica su vrlo pozitivni i zato ne čudi što sve više momčadi želi igrati takve susrete. 

## OdržaniWinter Classici
| Sezona    | Naziv događaja                      | Datum              | Mjesto održavanja                            | Posjećenost | Domaća momčad      | Rezultat | Gostujuća momčad    |
| --------- | ----------------------------------- | ------------------ | -------------------------------------------- | ----------- | ------------------ | -------- | ------------------- |
| 2002./03. | Heritage Classic                    | 22. studenog 2003. | Commonwealth Stadium, Edmonton, Alberta      | 57.167      | Edmonton Oilers    | 3:4      | Montreal Canadiens  |
| 2007./08. | AMP Energy NHL Winter Classic       | 1. siječnja 2008.  | Ralph Wilson Stadium, Orchard Park, New York | 71.217      | Buffalo Sabres     | 1:2 (KU) | Pittsburgh Penguins |
| 2008./09. | Bridgestone NHL Winter Classic 2009 | 1. siječnja 2009.  | Wrigley Field, Chicago, Illinois             | 40.818      | Chicago Blackhawks | 4:6      | Detroit Red Wings   |
| 2009./10. | Bridgestone NHL Winter Classic 2010 | 1. siječnja 2010.  | Fenway Park, Boston, Massachusetts           | 38.112      | Boston Bruins      | 2:1 (PR) | Philadelphia Flyers |

## Vanjske poveznice
- Službena stranica